# Nacionalni park Everglades
Nacionalni park Everglades (eng. Everglades National Park) jedan je od 58 nacionalnih parkova Sjedinjenih Američkih Država. Nalazi se u saveznoj državi Florida. Ovaj nacionalni park se nalazi na popisu UNESCO-ove svjetske baštine još od 1979. godine, no od 1993. do 2007. bio je upisan i na popis ugroženih mjesta svjetske baštine zbog oštećenja zbog orkana Andrew i poplava poljoprivrednim i urbanim razvojem. Nakon pokušaja obnove parka skinut je s tog popisa 2007. godine, ali je ponovno dospio na njega 2010. godine nakon što je nastavljeno usporavanje toka vode što je prouzrokovalo nestanak morskog života i pad broja životinjskih vrsta.

## Zemljopis i klima
Nacionalni park Everglades se prostire na području od 6.104,97 km2, uzduž vrha floridskog polutoka, kroz okruge Dade, Broward, Monroe i Collier, zapadno od najvećeg floridskog grada Miamija.
Na jugu i krajnjem zapadu izlazi na obale Atlantika i Meksičkog zaljeva. Nadmorska visina parka se kreće od razine mora do 2,4 metra iznad morske površine. Za kišnog razdoblja samo u jednom danu može pasti oko 300 mm kiše.
U središtu Evergladesa se nalazi oko 160 km dugačka rijeka diljem koje su razbacani brojni niski otočići. Izvor rijeke je u vrlo plitkom jezeru Okeechobee čija dubina ne prelazi 50 cm, ali površinom zauzima 1.865 km2. Rijeka se puni čestim izlijevanjem ovog jezera ali također i brojnim izvorima i potocima. Korito rijeke je vapnenačko i blago se spušta prema vrhu poluotoka u floridski zaljev.
Sušna sezona traje od prosinca do travnja a temperatura zraka u tom periodu se kreće od 12 do 25°C. Vlažniji dio sezone traje od svibnja do studenog kad je prosječna temperatura zraka oko 33°C a vlažnost zraka oko 90%.
| Klimatološki srednjaci za Nacionalni park Everglades       | Klimatološki srednjaci za Nacionalni park Everglades | Klimatološki srednjaci za Nacionalni park Everglades | Klimatološki srednjaci za Nacionalni park Everglades | Klimatološki srednjaci za Nacionalni park Everglades | Klimatološki srednjaci za Nacionalni park Everglades | Klimatološki srednjaci za Nacionalni park Everglades | Klimatološki srednjaci za Nacionalni park Everglades | Klimatološki srednjaci za Nacionalni park Everglades | Klimatološki srednjaci za Nacionalni park Everglades | Klimatološki srednjaci za Nacionalni park Everglades | Klimatološki srednjaci za Nacionalni park Everglades | Klimatološki srednjaci za Nacionalni park Everglades | Klimatološki srednjaci za Nacionalni park Everglades |
| mjesec                                                     | sij                                                  | velj                                                 | ožu                                                  | tra                                                  | svi                                                  | lip                                                  | srp                                                  | kol                                                  | ruj                                                  | lis                                                  | stu                                                  | pro                                                  | godina                                               |
| ---------------------------------------------------------- | ---------------------------------------------------- | ---------------------------------------------------- | ---------------------------------------------------- | ---------------------------------------------------- | ---------------------------------------------------- | ---------------------------------------------------- | ---------------------------------------------------- | ---------------------------------------------------- | ---------------------------------------------------- | ---------------------------------------------------- | ---------------------------------------------------- | ---------------------------------------------------- | ---------------------------------------------------- |
| srednji maksimum, °C                                       | 23,7                                                 | 24,0                                                 | 25,9                                                 | 28,0                                                 | 29,7                                                 | 31,0                                                 | 32,1                                                 | 32,2                                                 | 31,8                                                 | 30,1                                                 | 27,3                                                 | 24,7                                                 | 28,4                                                 |
| srednja dnevna temperatura, °C                             | 17,7                                                 | 18,0                                                 | 20,3                                                 | 22,4                                                 | 24,6                                                 | 26,6                                                 | 27,5                                                 | 27,7                                                 | 27,3                                                 | 25,0                                                 | 21,9                                                 | 18,9                                                 | 23,2                                                 |
| srednji minimum, °C                                        | 11,7                                                 | 12,1                                                 | 14,6                                                 | 16,8                                                 | 19,5                                                 | 22,0                                                 | 22,8                                                 | 23,0                                                 | 22,7                                                 | 20,0                                                 | 16,4                                                 | 13,0                                                 | 17,9                                                 |
| oborine, mm                                                | 38,6                                                 | 44,0                                                 | 44,3                                                 | 49,5                                                 | 110,0                                                | 243,9                                                | 217,0                                                | 188,9                                                | 230,1                                                | 103,1                                                | 34,4                                                 | 29,7                                                 | 1334,7                                               |
| Izvor: Worldclimate.com, podaci za razdoblje 1931. – 1995. |                                                      |                                                      |                                                      |                                                      |                                                      |                                                      |                                                      |                                                      |                                                      |                                                      |                                                      |                                                      |                                                      |

## Biljni svijet
Srce Evergladesa je ogromna Sawgrass močvara, najveća takve vrste u svijetu. Pleme indijanaca Seminola su to močvarno područje Everglades nazivali Pa-hay-okee (travnate vode) jer je najveći dio ovog područja vodom natopljen močvarni šaš koji raste do 4 m visine. U parku rastu i guste suptropske šume čempresa. Bujno zelenilo brojnih otočića uključuje i stabla živog hrasta, mahagonija, kokosove palme te posebnu vrstu gimbo limbo bora. Kora ove vrste bora je jarko crvena i lako se ljušti. Uz rubove parka u morskim rukavcima rastu brojna stabla mangrova čije teško prohodno korijenje pruža utočište brojnim životinjskim vrstama. Močvare mangorva se uglavnom nalaze u područjima u blizini obale, gdje se susreću morska voda floridskog zaljeva i slatka voda rijeke koja izvire iz jezera Okeechobee. Ova stabla vole boćatu vodu, a zahvaljujući njihovom jakom iznadzemnom korijenju sprječava se erozija obale i omogućuje stvaranje novih naslaga plodne zemlje. Šume mangrova pokrivaju više od 500 km2 parka.

## Životinjski svijet
Najveće životinje koje obitavaju u Evergladesu su aligatori, krokodili, pantere, mrki medvjedi, riječne vidre, pume i bjelorepi jelen. Prerije šaša obiluju manjim životinjskim vrstama poput zelenih žaba, raznih vrsta skakavaca, leptira. Vode su pune riba i mekušaca te brojnih vodenih puževa. 
Osim kornjača, od gmazova u Evergladesu žive i brojni gušteri te zmije koje su se prilagodile načinu života u vodama ovog močvarnog područja. Neke od zmija su pepeljasto sive i odlično se stapaju s okolišem, ali postoje i one jarkih boja, poput koraljne zmije, čije boje upozoravaju na opasnost. Ova otrovnica ima obojene prstenove crvene, žute i crne boje a glava joj je crna. Neke od zmija jako nalikuju opasnoj koraljnoj zmiji, ali se ipak razlikuju rasporedom obojenih prstenova. Kod takvih zmija crveni i žuti prstenovi se ne dodiruju dok se kod koraljne zmije dodiruju. Od otrovnica opasna je i zmija vodeni mokasin.
Od 1905. godine, zbog ranijeg velikog izlova, donesen je zakon o zaštiti ptica ovog područja pa sad u Evergladesu obitava oko 350 različitih vrsta ptica poput ružičaste čaplje žličarke, morskih lastavica, običnih bijelih čaplji, ibisa i brojnih drugih vrsta.
U Evergladesu obitava i rijetka vrsta vodenjaka koji nastanjuje samo ovo područje ali i morske krave, 3m dugačke i gotovo pola tone teške vodene životinje čija je opstojnost dovedena u pitanje. Zbog gustog prometa u obalnim vodama, zbog kojeg su morske krave često stradavale od udaraca propelera, na Floridi živi tek oko tisuću primjeraka ove vrste. Savezna država Florida donijela je zakon o zaštiti ove rijetke životinjske vrste.

## Povijest
Postoje pretpostavke da je područje parka Evergladfes naseljeno duže od 10.000 godina. Prvi Europljani otkrivaju Everglades 1513., kada je španjolski itraživač Juan Ponce de León istraživao dijelove poluotoka Florida, a kojeg su prilikom jednog kasnijeg istraživanja strijelom ubili indijanci Clausas. Španjolci su prilikom ekspedicije pronašli dva plemena indijanaca, Calusa i Tekesta, koji su živjeli u tom području. Procjenjuje se da se njihov broj kretao između 5.000 i 20.000. Tequestas indijanci su se bavili ribolovom, a Calusasi su se hranili školjkama i rakovima. Veći broj ovih indijanaca je umro od novih, njima dotad nepoznatih bolesti poput tuberkuloze, gripe ili dječje paralize, koje su španjolski istraživači donijeli sa sobom.
Nakon početnog neuspjelog španjolskog pokušaja osvajanja Evergladesa, područje južne Floride je ostalo u izolaciji oko 300 godina. Nakon 1700. godine bolesću opustošeno područje južne Floride nastanjuju indijanci koji doseljavaju iz savezne države Georgia i sjevernih područja Floride. Pleme Seminole, što je na njihovom jeziku značilo slobodan čovjek, nakon seminolskih ratova (1835. – 1842., 1855. – 1859.) biva većinom eliminirano što na kraju 1821. godine dovodi do pripajanja ovog dijela Floride Sjedinjenim Američkim Državama. Prvi doseljenici se počinju baviti poljodjelstvom, ribarstvo i lovom no život im otežava močvara Evergladesa.
Dolazak novih stanovnika označio je prijetnju održavanju ekosustava Evergladesa. Doseljenici su lovom neke od ptica doveli do ruba izumiranja. Doseljenici su započeli s preusmjeravanjem vodotoka od jezera Okeechobee čime su htjeli pod nadzor staviti česte poplave te osigurati pitku vodu rastućoj populaciji. Početkom 20. stoljeća guverner Bouvard daje obećanje da će močvaru isušiti pa tako 1909. završava izgradnja kanala koji povezuje jezero Okeechobee i Miami. Brana na južnom rubu jezera je dovršena 1930.
Opstojnost ovog područja je bila ugrožena potragom za naftom što je dovelo do potrebe za očuvanjem prirodnih ljepota Evergladesa. Godine 1929., floridsko zakonodavstvo osniva udrugu Tropical Everglades National Park koja je pod vodstvom pejzažnog arhitekta Ernest Coea istraživala mogućnost uspostave nacionalnog parka. Napori ove udruge su doveli do toga da je 20. svibnja 1934. izglasan zakon kojim se odobrava stvaranje parka, a borba za očuvanje Evergladesa uspješno je okončana tek poslije drugog svjetskog rata, kada je 6. prosinca 1947. američki predsjednik Harry Truman na svečanosti u Everglades City-ju otvorio Nacinalni park Everglades.

### Nacionalni park Everglades danas
Nacionalni park je omiljeno izletište brojnih turista i pustolova. Prema podacima uprave parka, 2007. godine park je posjetilo preko milijun posjetitelja koji uživaju u šetnjama brojnim stazama parka, foto safariju i kampingu na rubovima parka. U vodama parka je zabranjena upotreba motornih čamaca ili jet-skija a dozvoljeno je voziti se plitkim čamcima s vanjskim propelerima koji ne oštećuju podvodnu površinu te kanuima i kajacima.
Unutar granica parka ne preporuča se plivanje niti bavljenje sličnim vodenim aktivnostima zbog opasnosti od napada i ugriza vrlo otrovne zmije vodene mokasine, aligatora ili krokodila u slatkoj vodi te morskih pasa ili barakuda u moru.

## Galerija
- Pogled na Everglades iz zraka
- Aligator
- Močvara Evergladesa
- Stabla i korijenje mangrova
- Ružičaste čaplje žličarke
- Koraljna zmija
- Živopisni narančasti leptir (Dryas julia)
- Istočni ulaz u Nacionalni park Everglades